# Somalia ai Giochi della XXX Olimpiade
La Somalia ha partecipato ai Giochi della XXX Olimpiade di Londra, che si sono svolti dal 27 luglio al 12 agosto 2012, con una delegazione di 2 atleti, entrambi partecipanti alle gare di atletica leggera. Nessuno dei due è riuscito a superare la propria batteria, così la Somalia ha terminato l'avventura londinese con zero medaglie.

## Atletica leggera
Gare maschili
| Atleta                 | Gara   | Batterie | Batterie | Semifinali      | Semifinali      | Finale          | Finale          |
| Atleta                 | Gara   | Tempo    | Pos.     | Tempo           | Pos.            | Tempo           | Pos.            |
| ---------------------- | ------ | -------- | -------- | --------------- | --------------- | --------------- | --------------- |
| Mohamed Hassan Mohamed | 1500 m | 3'46"16  | 13º      | non qualificato | non qualificato | non qualificato | non qualificato |

Gare femminili
| Atleta               | Gara  | Batterie | Batterie | Semifinali      | Semifinali      | Finale          | Finale          |
| Atleta               | Gara  | Tempo    | Pos.     | Tempo           | Pos.            | Tempo           | Pos.            |
| -------------------- | ----- | -------- | -------- | --------------- | --------------- | --------------- | --------------- |
| Zamzam Mohamed Farah | 400 m | 1'20"48  | 8ª       | non qualificata | non qualificata | non qualificata | non qualificata |